# Eurolaul 2001
El VIII Eurolaul se celebró el 3 de febrero de 2001 en Tallin. Los ganadores elegidos para representar a Estonia en el Festival de la Canción de Eurovisión 2001 fueron Tanel Padar, Dave Benton y 2XL, con la canción Everybody. En el festival, que se celebró en Copenhague el 12 de mayo, Estonia ganó por primera vez.
La victoria de Estonia en el festival fue para muchos una sorpresa, ya que la canción está considerada como una de las canciones ganadoras de menor calidad de la historia del concurso. Fue también una victoria histórica, ya que fue la primera vez que ganaba un país de Europa del Este. Benton, por su parte, es hasta el momento la única persona de raza negra que ha ganado este festival.

## Resultados
El Eurolaul se celebró en los estudios de la ETV en Tallinn, presentado por Marko Reikop y Elektra.  Participaron ocho canciones y el ganador fue escogido por un jurado internacional de "expertos". Todas las canciones participantes estaban en inglés.
| N.º | Artista                        | Canción                    | Votos | Posición |
| --- | ------------------------------ | -------------------------- | ----- | -------- |
| 1   | Soul Control                   | "Life Is a Beautiful Word" | 60    | 5        |
| 2   | Iris                           | "Sounds of the Sea"        | 62    | 4        |
| 3   | Maian Kärmas                   | "The Right Way"            | 51    | 6        |
| 4   | Hillar Vimberg                 | "Cat Story"                | 29    | 8        |
| 5   | Kadi Toom                      | "A Little Chance"          | 64    | 3        |
| 6   | Yvetta Raid                    | "Smile"                    | 31    | 7        |
| 7   | Tanel Padar, Dave Benton & 2XL | "Everybody"                | 77    | 1        |
| 8   | Liisi Koikson                  | "Someday"                  | 66    | 2        |

## En Eurovision
En el festival, Padar, Benton y 2XL actuaron vigésimos, siguiendo a Alemania y precediendo a Malta. Las apuestas previas al festival daban como ganadora a Grecia seguida por Dinamarca, Francia, Eslovenia y Suecia. Pocos se planteaban a Estonia como una opción para ganar en esas apuestas. La primera mitad de la votación estuvo reñida, y tras los votos doce países Dinamarca lideraba la clasificación con 99 puntos, con Estonia y Francia siguiéndole con 92 y 90 respectivamente. Sin embargo, Estonia se puso en cabeza y Everybody acabó ganando con 198 puntos con 21 puntos de margen sobre Dinamarca, que quedó en segunda posición. Recibió los 12 puntos de Grecia, Letonia, Lituania, Malta, los Países Bajos, Polonia, Eslovenia, Turquía y el Reino Unido con sólo un país (Portugal) que no le dio ningún punto. Los 12 puntos del televoto estonio fueron para Dinamarca.